# Templo de Logan
El Templo de Logan es un edificio religioso histórico y uno de los templos construidos y operados por la Iglesia de Jesucristo de los Santos de los Últimos Días, ubicado en el centro de la ciudad de Logan a orillas de la Cordillera Wasatch en el estado de Utah. Es el segundo templo construido por la iglesia después de arribar al territorio de Utah, habiéndose dedicado anteriormente el templo de St. George, así como el templo de Kirtland y el de Nauvoo, en el este de los Estados Unidos. El templo ocupa una manzana entera ubicado en una colina visible a lo ancho y largo del área metropolitana de Logan y a poca distancia del histórico Tabernáculo de Logan.
El Templo de Logan cuenta con cinco pisos y fue construido en su totalidad con mano de obra voluntaria durante un plazo de siete años, desde 1877 hasta 1884. Fue el primer templo en ser anunciado durante una conferencia general de la iglesia.

## Anuncio
Los planes para la construcción del templo en Logan, al noreste del estado de Utah se anunciaron el 18 de mayo de 1877, días después de la dedicación del templo de St. George. Los templos de St. George y Logan se encuentran a 383 millas (616,4 km), los dos templos del estado de Utah más distantes uno del otro. Le siguen el templo de Logan del templo de Monticello separados por 368 millas (592,2 km).
A pesar de que la ciudad de Ogden era más poblada, Logan contaba con una población de fieles más estables, mientras que Ogden era ciudad de paso con transeúntes y viajeros. Por ello la iglesia anunció la construcción del templo en Logan en vez de Ogden. Un día antes del anuncio público, el 17 de mayo de 1877, la iglesia dedicó el terreno y se llevó a cabo la ceremonia de la palada inicial. El entonces presidente de la iglesia, Brigham Young y sus consejeros, John W. Young y Daniel H. Wells, estuvieron presentes, así como John Taylor, Orson Pratt, Charles C. Rich, Lorenzo Snow, F. D. Richards, George Q. Cannon y Brigham Young, Jr. miembros del Quórum de los Doce Apóstoles. Otras figuras prominentes del valle acompañaron al grupo de religiosos. Las autoridades escogieron una meseta en el centro de la ciudad, con el terreno siendo dedicado al mediodía por Orson Pratt. John W. Young fue el primero en cavar la primera palada, seguido de Daniel H. Wells y el resto de los apóstoles SUD presentes. Después de la ceremonia, Brigham Young ofreció un discurso. El terreno del templo de Logan fue dedicado un mes después de la primera palada del templo de Manti, en el centro de Utah. Ello marcó la primera vez que la iglesia llevase a cabo dos ceremonias de inauguración relacionados con la construcción de sus templos en el mismo año. Ambos edificios comparten una similar apariencia tipo castillo. Los trabajos de construcción del templo de Logan comenzaron el 28 de mayo de 1877 con la excavación del terreno.: 215 

## Construcción
Pocos días después de la dedicación del terreno, Charles O. Card fue nombrado superintendente de la construcción y ese mismo mes comenzó la excavación para la fundación del templo bajo la dirección de Ralph Smith. Para el 20 de julio de 1877 se inició el acarreo de rocas para el relleno,: 215  bajo la dirección de Joseph Hill. La fundación fue excavada siete pies de ancho y sólo dos metros de profundidad debido a la base de sólida consistencia compuesta de grava existente debajo de la fundación. 
Unas 25 mil personas trabajaron en la construcción del templo de Logan, usando rocas y madera extraídas de un cañón cercano a la ciudad de Logan, para lo que debieron construir carreteras que todavía existen. Las rocas eran de una caliza silícea de color oscuro conocido como roca tipo fucoidan por la frecuente presencia de fósiles de plantas marinas conocidos como fucos.: 216  Para superficies donde se requería un mejor acabado, como en los arcos, las jambas y dinteles de las puertas y ventanas, se usaba una roca caliza más tradicional. Para los aleros, impostas y remates de las almenas se usó una arenisca de color ocre traída de canteras de Franklin (Idaho).
Varias nuevas industrias nacieron como consecuencia de la nueva construcción. Había un aserradero y un horno de cal de donde se obtuvo prácticamente toda la madera y la cal para el templo. Para las estructuras de mayor soporte su usó pino rojo, mientras que para altares y otras obras menos pesadas se usó pino blanco. Estas edificaciones y fábricas por lo general eran dedicadas ceremonialmente por las autoridades de la iglesia en vista de su conexión con la construcción del templo.: 216  John Parry fue el maestro de obras y Truman O. Angel, Jr. fue el arquitecto diseñando por primera vez salones usados para la investidura SUD en vez de cortinas separantes.
El 19 de septiembre de 1877 la primera piedra fue instalada en una ceremonia privada. Para finales de 1877 las paredes de la fundación llegaban al nivel del suelo y fueron protegidas contra las inclemencias del invierno de ese año. Los trabajos se pospusieron hasta inicios de la primavera de 1878. La construcción de las paredes duró dos años, para el otoño de 1880 cubrían una altura de 85 pies (25,9 m) desde el suelo. A partir de este punto, la obra progresó rápidamente y para el otoño de 1882 el trabajo de los albañiles había acabado. El techo era originalmente de láminas de metal pero causaban goteras por fracturas ocasionadas por los bruscos cambios de temperatura. Por ello, el techo fue reemplazado por un techado de tejas.: 217  Acto seguido se erigieron las torretas y las almenas y el interior del templo. Para la construcción del templo de Logan, aún no se podía importar alfombras al territorio de Utah, de modo que las mujeres de la región cocieron a mano más de 1.500 metros cuadrados de alfombras para el interior del templo. La obra concluyó el 15 de mayo de 1884.
Más de 25.000 personas trabajaron en la construcción del Templo de Logan. La madera para el edificio se extrajo del área de Temple Fork en Logan Canyon. La cal y la cuarcita se extrajeron del vecino Green Canyon. La mayoría de los materiales se extraían durante el invierno, cuando los aranceles agrícolas eran bajos y porque el transporte de material era más fácil en trineo que en carreta de bueyes. Se utilizó una combinación de trabajadores contratados y voluntarios con cada congregación proporcionando sus cuotas de voluntarios. 
Las paredes exteriores del Templo de Logan se pintaron originalmente de un color blanquecino rosado para ocultar la piedra caliza oscura y tosca. Sin embargo, a principios de la década de 1900, se dejó que la pintura se desgastara, descubriendo la piedra natural que caracteriza al templo en el presente. El costo aproximado de la construcción del templo de Logan con moneda de la era fue de $700 mil.: 217 

### Diseño
El diseño del templo de Logan siguió los patrones de la configuración tripartita del exterior del templo de Salt Lake City. Las torres centrales, el arreglo octagonal de las torres laterales siguen el modelo del templo de Manti. La diferencia en la altura de los extremos del templo son simbólicos de la teología SUD, igual que en el templo de Salt Lake City. La torre más elevada de 170 pies (51,8 m) representa la doctrina del sacerdocio de Melquisedec mientras que la torre opuesta y de menor altura (165 pies (50,3 m)) es símbolo del sacerdocio aarónico. El interior del templo tuvo detalles innovadores que fueron compartidos con el templo de Manti y otros templos subsiguientes.
El templo tiene contrafuertes en ángulo en sus torres centrales y sus naves exteriores son esquinadas, con torres laterales octogonales y molduras tipo caveto que actúan como hileras para separar los distintos niveles uno del otro. Los flancos del templo rinden homenaje a la elevación original de dos pisos del templo de Kirtland, el primer templo construido por la iglesia en los días de su fundador Joseph Simth, y representan una solución arquitectónica del problema presentado anteriormente en la articulación de los lados del templo de Salt Lake City. La iglesia redujo el número de vanos laterales de ocho a siete, se eliminaron las ventanas del entrepiso en el diseño y se aumentó la longitud de las ventanas restantes para absorber la mayor parte del área del muro lateral, lo que consolidó la elevación del edificio en pisos identificables y despejados de las más conmplejas decoraciones arquitectónicas del templo de Salt Lake City.
El templo cuenta con un baptisterio en el sótano del templo y su tradicional pila bautismal sostenida por doce bueyes. Desde el sótano suben varios salones ceremoniales los cuales se encuentran a pocos metros de altura uno del otro. El baptisterio, por ejemplo, es contiguo con su salón de espera e instrucciones que se asienta a 2,4 metros (2,6 yd) por encima. Continúa el salón del Jardín a 1,2 metros (1,3 yd) más arriba y el salón del Mundo a 1,5 metros (1,6 yd) más.: 217  De esa manera se ubican los salones del sótano y del primer piso. En el segundo piso se ubican oficinas administrativas y la tercera planta ocupa principalmente el Salón Celestial del templo. En el cuarto piso se ubica el salón de asambleas que incluyen púlpitos para el liderazgo eclesiástico y un auditorio con capacidad de 1,500 personas. Fue en este salón donde se realizaron los servicios dedicatorios del edificio.

### Reconstrucción
La noche del 4 de diciembre de 1917, se prendió fuego dentro del templo de Logan como consecuencia de un cortocircuito eléctrico, quemándose las escaleras del lado sudeste y destruyéndose varias ventanas y pinturas del interior.
El Templo de Logan recibió por primera vez iluminación exterior nocturna el mes de mayo de 1934 como parte de la celebración de sus cincuenta años. Trece años después el templo volvería a encender sus luces exteriores durante el 63.º aniversario del templo, esta vez con un elaborado sistema permanente.
A finales de los años setenta, el interior del Templo de Logan Utah fue completamente destruido y reconstruido con la finalidad de darle al edificio soporte estructural avanzada. El proyecto de dos años sustituyó las salas de ordenanza de estilo progresivo por salas de ordenanzas de películas. Spencer W. Kimball, quien rededicó el templo terminado en 1979, lamentó la necesidad de reconstruir el interior debido a la pérdida de la artesanía de los pioneros mormones.
En 2009 se renovaron los terrenos del templo de Logan, reemplazando la fuente de agua del estilo de la década de 1970 con una fuente exterior ovalada con agua reflectante inspirada en la era de los pioneros. El nuevo diseño incorporó varios escalones para servir como áreas de fotografía y se agregó aceras con calefacción para combatir la gran cantidad de nieve de la región.

## Dedicación
El templo SUD de la ciudad de Logan fue dedicado para sus actividades eclesiásticas en seis sesiones, el 17 de mayo de 1884, por el entonces presidente de la iglesia John Taylor, el único templo dedicado por Taylor, el sucesor de Brigham Young en la presidencia de la iglesia SUD. El tradicional recorrido público del interior y las instalaciones del templo no ocurrió sino hasta febrero y marzo de 1979 como parte de la rededicación por las renovaciones del templo a fines de los años 1970.
El templo de Logan atiende a más de 135 mil miembros que viven en el área, incluyendo Hyde Park, Hyrum y otras ciudades del  Condado de Cache, el Condado de Davis, Garland y otras comunidades del Condado de Box Elder, así como comunidades al sureste del estado de Idaho. Desde su dedicación en 1884 hasta 1976, el templo había realizado cerca del 20% de las ceremonias vicarias de la iglesia SUD.
En 1897 se construyó un granero de piedra de dos pisos a una cuadra al Este del Templo para albergar a los animales de los patrones y trabajadores que viajaban al templo. La estructura dejó de utilizarse en la década de 1910 con la popularidad de los automóviles y el granero fue vendido. Durante un tiempo, se utilizó como taller de reparación de automóviles, pero desde entonces ha estado vacante durante décadas. Esta estructura histórica fue incluida en el Registro Nacional de Lugares Históricos el 19 de diciembre de 1985.

## Características
Los templos de la Iglesia de Jesucristo de los Santos de los Últimos Días son construidos con el fin de proveer ordenanzas y ceremonias consideradas sagradas para sus miembros y necesarias para la salvación individual y la exaltación familiar. El templo de Logan, de cinco pisos, está ubicado en una manzana del centro-este de la ciudad de 3,6 hectáreas, tiene un total de 11.113 metros cuadrados de construcción, cuenta con cuatro salones para dichas ordenanzas SUD y once salones de sellamientos matrimoniales.